# ال کاشا
اَل کاشا (انگلیسی: Al Kasha؛ زادهٔ ۲۲ ژانویه ۱۹۳۷ - درگذشته ۱۴ سپتامبر ۲۰۲۰) آهنگساز و ترانه‌سرای اهل ایالات متحده آمریکا بود.
او دو مرتبه در سال‌های ۱۹۷۲ و ۱۹۷۴ میلادی، برندهٔ جایزه اسکار بهترین ترانه شد. کاشا در ۱۴ سپتامبر ۲۰۲۰ به دلیل کهولت سن درگذشت.